# Oliveira do Conde (Carregal do Sal)
Oliveira do Conde – parafia (freguesia)  w gminie Carregal do Sal, w Portugalii. Według danych na rok 2011 parafię zamieszkiwało 3122 osób, a gęstość zaludnienia wyniosła 88,6 os./km².

## Klimat
Średnia temperatura wynosi 14 °C. Najcieplejszym miesiącem jest sierpień (24 °C), a najzimniejszym styczeń (6 °C). Średnia suma opadów wynosi 1127 milimetrów rocznie. Najbardziej wilgotnym miesiącem jest styczeń (154 milimetrów opadów), a najbardziej suchym jest sierpień (5 milimetrów opadów).